# Wilhelm Molly
Wilhelm Molly (Blasbach, Wetzlar, Alemanya, 1838 - Moresnet Neutral, 1919) va ser un metge, polític i esperantista alemany.
Wilhelm Molly va ser el metge en cap de l'empresa minera Vieille Montagne. És considerat la persona més influent en la vida del territori independent Neutral Moresnet (1815 - 1919). A més de la llengua auxiliar internacional esperanto, va tenir altres interessos, com la filatèlia. Així, va intentar organitzar un servei de correus local amb els seus segells propis. El 1906 va conèixer l'esperantista francés Gustave Roy. Ambdós compartien la passió per la filatèlia i eren franc-masons. El 1908 Molly va proposar fer de Moresnet Neutral el primer estat esperantista del món, que va anomenar Amikejo ("espai per a l'amistat"). Molts diaris internacionals van informar sobre el suggeriment. En el quart congrés internacional d'esperanto, celebrat a Dresden el 1908, es va discutir la possibilitat que la seu de l'Associació Mundial d'Esperanto estigués a Moresnet Neutral. Poc després, el 1914 l'exèrcit alemany va ocupar el país i acabada la primera guerra mundial, l'article 32 del Tractat de Versailles va reconèixer la sobirania de Bèlgica sobre aquest enclavament.
El mateix any que moria Wilhelm Molly, Moresnet Neutral deixava d'existir com a micro-estat independent. El seu cos està enterrat a l'església protestant de Kelmis, municipi que va ser en el seu moment capital de Moresnet Neutral.